# 말도항 (군산시)
말도항(末島港)은 전북특별자치도 군산시 옥도면 말도리, 말도 섬에 있는 어항이다. 1999년 1월 1일 국가어항으로 지정되었으며, 관리청은 해양수산부 서해어업관리단, 시설관리자는 군산시장이다.

## 연혁
- 말도항은 고군산군도의 서측 끝에 위치하고 있으며 주변 어장에서 조업하는 어선들의 대피항으로서의 기능은 물론, 중간 보급기지로서의 역할이 기대되는 어항으로 1992년 기본조사를 실시하면서 개발에 착수해 1998년 서방파제와 동방파제를 완공했다.[1]

## 어항구역
본 항의 어항구역은 다음과 같다.
- 수역[2]
  - 말도 등대를 기점으로 하여 정남으로 500m 점(해상), 이점에서 정동으로 500m 점(해상)과 이점에서 직각으로 육지부를 각각 연결하는 선을 따라 형성된 공유수면
- 육역[3]
  - 전라북도 군산시 옥도면 말도리 12 외 5필지 (상세내역은 생략)

## 같이 보기
- 말도